# 千葉市立花園小学校
千葉市立花園小学校（ちばしりつ はなぞのしょうがっこう）は、千葉県千葉市花見川区花園四丁目にある公立小学校。通称は「花小」。

## 学区
瑞穂
- 花園町
- 花園
- 浪花町
- 南花園
- 朝日ヶ丘(一部)

## 行事
- 全校遠足(東京大学検見川総合運動場にて)

　はすのこ学習発表会（11月）
　移動教室（5年生）
　農山村留学（6年生）
　運動会（2020年頃からはスポーツフェスティバル）
　6年生を送る会（3月上旬）

## 交通
JR総武線　新検見川駅北口から徒歩6分。
京成バス(花園小学校)バス停すぐ

## 周辺の施設
- 千葉市立花園中学校
- 新検見川駅
- 東京大学検見川総合運動場